# フォード・エスケープ
エスケープ（ESCAPE）は、フォードが製造・販売しているコンパクトクロスオーバーSUVである。

## 初代 (2000年 - 2012年)
2000年、販売開始。日本市場には同年12月6日に発売された。フォードと当時傘下であったマツダが共同開発した小型SUVで、マツダからも姉妹車としてトリビュートが発売されている。プラットフォームはモノコックであるが、セダンからの流用ではなく、トリビュートとエスケープのために新規開発されたものである。同年、欧州でもフォード・マーヴェリック（Ford Maverick）の名称で販売開始。
当初、エンジンはフォード製2.0L 直列4気筒と3.0L V型6気筒の2種類が設定されたが、直4は2003年にマツダ製2.3Lに切り替えられた。
2004年には、マーキュリー版バッジエンジニアリング車のマーキュリー・マリナー（Mercury Mariner）を発売。
2006年6月21日、一部改良して発売。フェイスリフトされたアジア太平洋仕様車が日本にも導入された。同時に、シフトレバーの位置もコラムからフロアに変更された。従来モデルは右ハンドル仕様はマツダ製だったがこの一部改良で台湾からの輸入車に切り替えられた（後述）。
2008年2月14日、メカニズムはそのままにエクステリアを刷新。新しいフロントマスクや、前後大型バンパーの採用、リアハッチゲートのリデザインなど、全面的に見直された。これを機に、バリエーションが2.3 LのXLTと、3.0L V6のLIMITEDの2モデル構成に変更された。
2009年11月4日、一部改良して発売。フロントグリル・バンパーのデザイン刷新。バリエーションが2.3Lの「XLT」と「LIMITED」の2モデル構成になり、3.0L V6は廃止された。
2013年、2代目クーガの登場により、日本向けを廃止。

### ハイブリッド車
2004年、SUVとしては世界初のハイブリッド車となる「フォード・エスケープ・ハイブリッド」が追加販売された。基本的にはトヨタ・プリウスなどと類似したハイブリッドシステムを採用するが、トヨタの技術協力は受けていないとされる。アトキンソンサイクル化した直列4気筒2300ccエンジンに、アイシンAW（現・アイシン）と共同開発したシステムが組み合わされる。バッテリーは三洋電機製。米国ミズーリ州・カンザスシティで生産され、姉妹車には「マーキュリー・マリナー・ハイブリッド」がある。

### 生産拠点
エスケープ/トリビュートの生産は当初、右ハンドル仕様がマツダの防府工場で、左ハンドル仕様がフォードのカンザスシティ工場で行われていた。しかしながら両者とも日本市場では不振であったため戦略の変更を余儀なくされ、2006年からは北米仕様車を従来通りフォードの米国工場で、アジア太平洋仕様車を台湾・福特六和汽車（Ford Lio Ho Motor）の工場で生産することとなった。これにより防府工場での生産は、トリビュートが2005年12月に（日本国内での販売は終了）、エスケープが翌2006年1月に終了。2006年6月より日本国内向けエスケープがマイナーチェンジされ、日本仕様車は台湾からの輸入に切り替えられた（従来通り右ハンドル）。

## 2代目 (2007年 - 2012年)
2006年12月、ロサンゼルスオートショーにて初公開。翌2007年から2008年モデルとして発売を開始した。エンジンやプラットフォームは先代からのキャリーオーバーとなる。
ニューヨーク市では同車のハイブリッドをイエローキャブとして採用している。

## 3代目 (2012年 - 2019年)
2011年、ロサンゼルスオートショーにて初公開。これまでのフォードCD2プラットフォームからフォードC1プラットフォームに切り替えている。2013年にフルモデルチェンジされた2代目クーガは「ワン・フォード・プログラム」戦略に則り、当代と共通のボディを有する。初代から設定されてきたハイブリッド車は廃止された。
日本を含むアジア太平洋地域では引き続き初代モデルが販売されるが、韓国では米韓自由貿易協定発効に基づき3代目が販売される。なお、日本市場では前述の理由により、2013年販売中止。
発売当初の北米仕様は1.6Lと2.0Lの直列4気筒直噴ターボエンジンを搭載する。
2015年11月のロサンゼルスオートショーにて改良型を公開した。フロントデザインはエッジと共通イメージのデザインに変更した。パワートレインには2.0L直列4気筒ターボが引き続き設定されるほか、従来の1.6Lに代わり1.5L直列4気筒ターボが設定された。

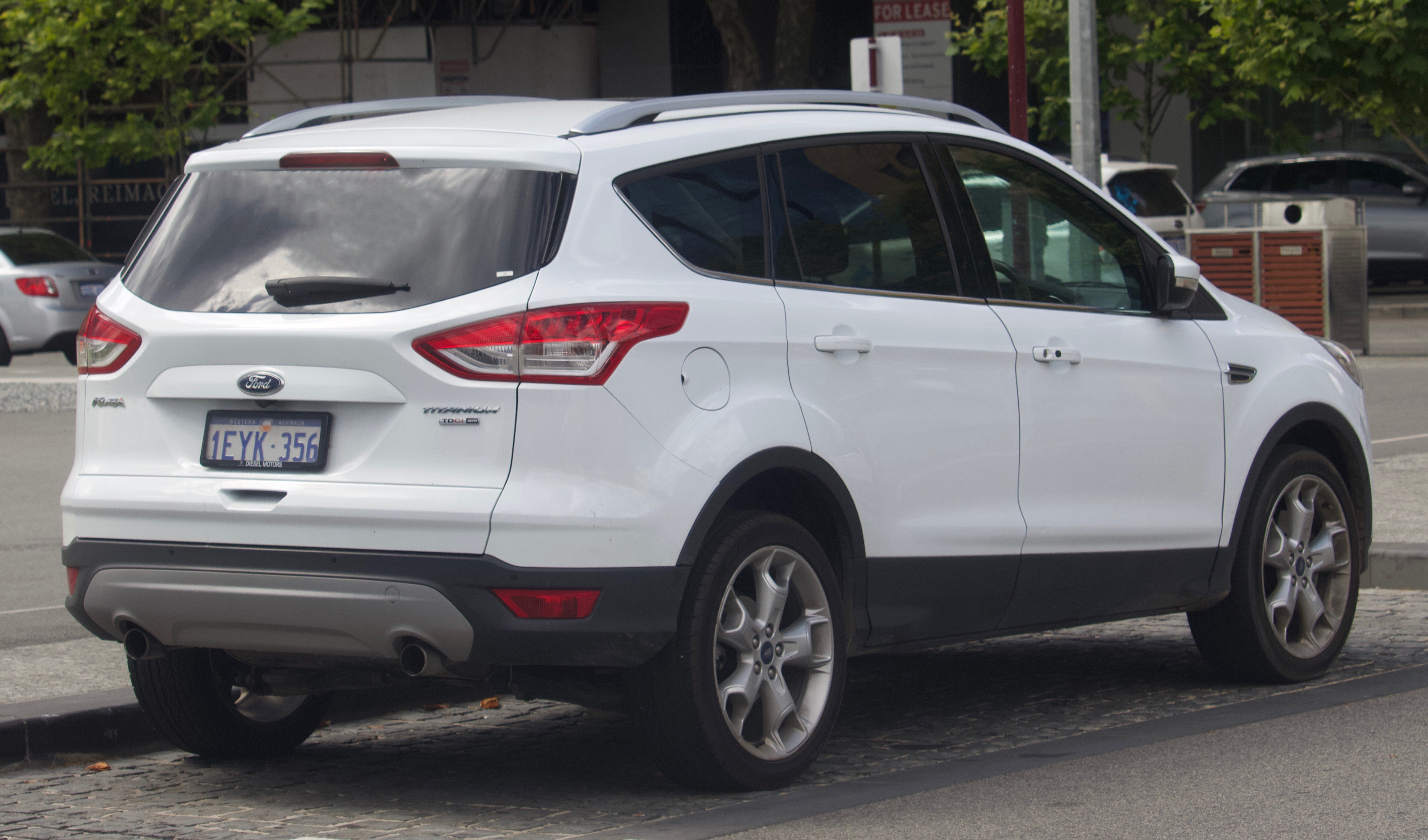
前期型（Titanium）
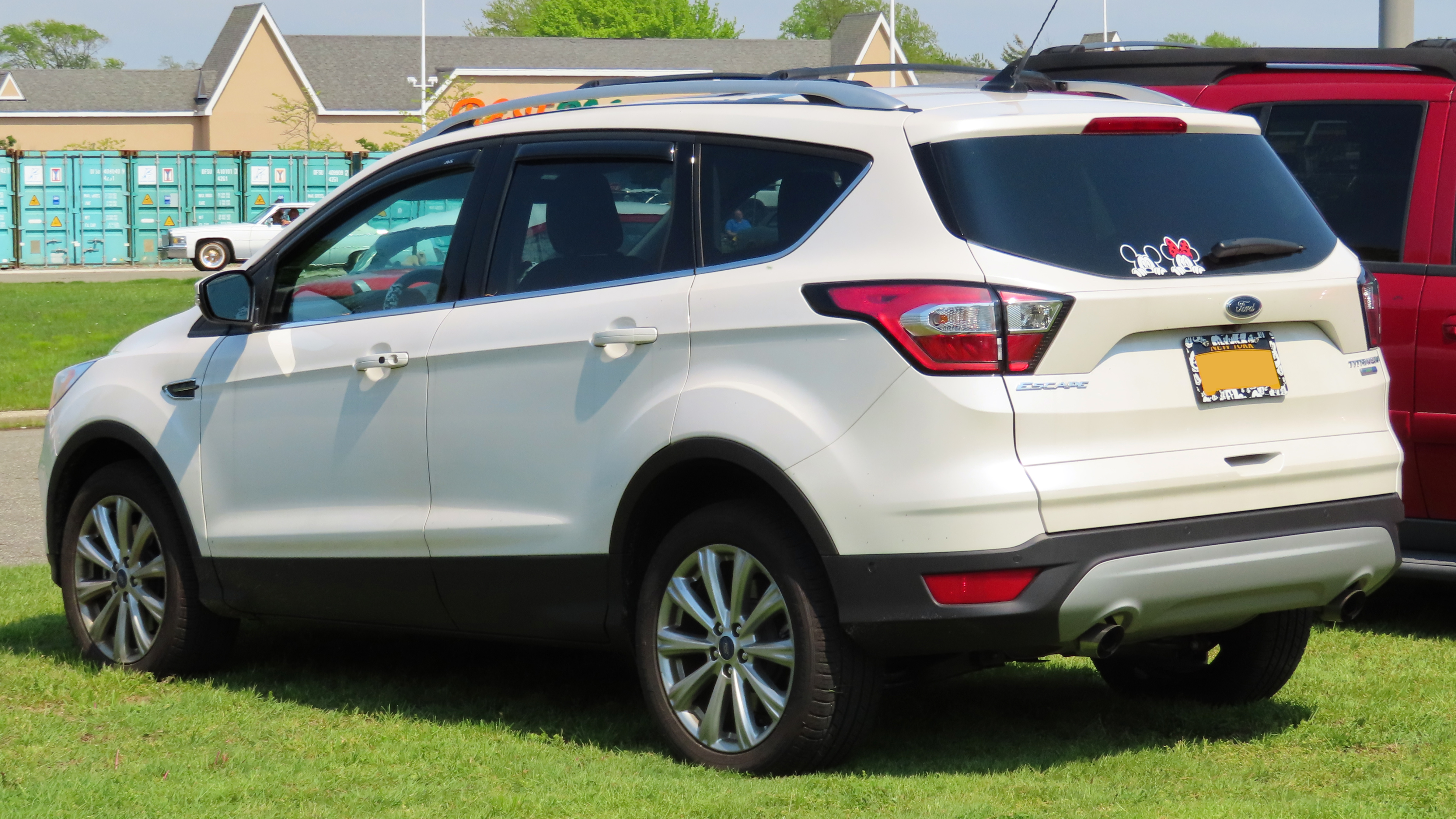
2016年改良型（Titanium）

## 4代目 (2019年 - )
2019年4月、販売を開始した。ボディは先代と同じくクーガと共通となっている。エクステリアデザインは先代のエッジの立ったデザインから、プーマと共通する抑揚のあるデザインに一新された。
ガソリンエンジンモデルは、最高出力180 ps、最大トルク240 N･mを発揮する1.5L直列3気筒ターボと、最高出力250 ps、最大トルク373 N･mの2.0L直列4気筒ターボを設定。トランスミッションは8速ATを組み合わせる。駆動方式は1.5LがFFと4WDを、2.0Lは4WDのみを設定する。
2012年以来設定されていなかったハイブリッド車もラインナップされた。2.5L直列4気筒エンジンが搭載される。初めて設定されるプラグインハイブリッドモデルは最高出力198 ps仕様と209 ps仕様の2種類の2.5L直列4気筒エンジンを用意。198 ps仕様はFFと4WD、209 ps仕様はFFのみの設定となる。
中国向けには、異なるフロントグリルが採用されている。

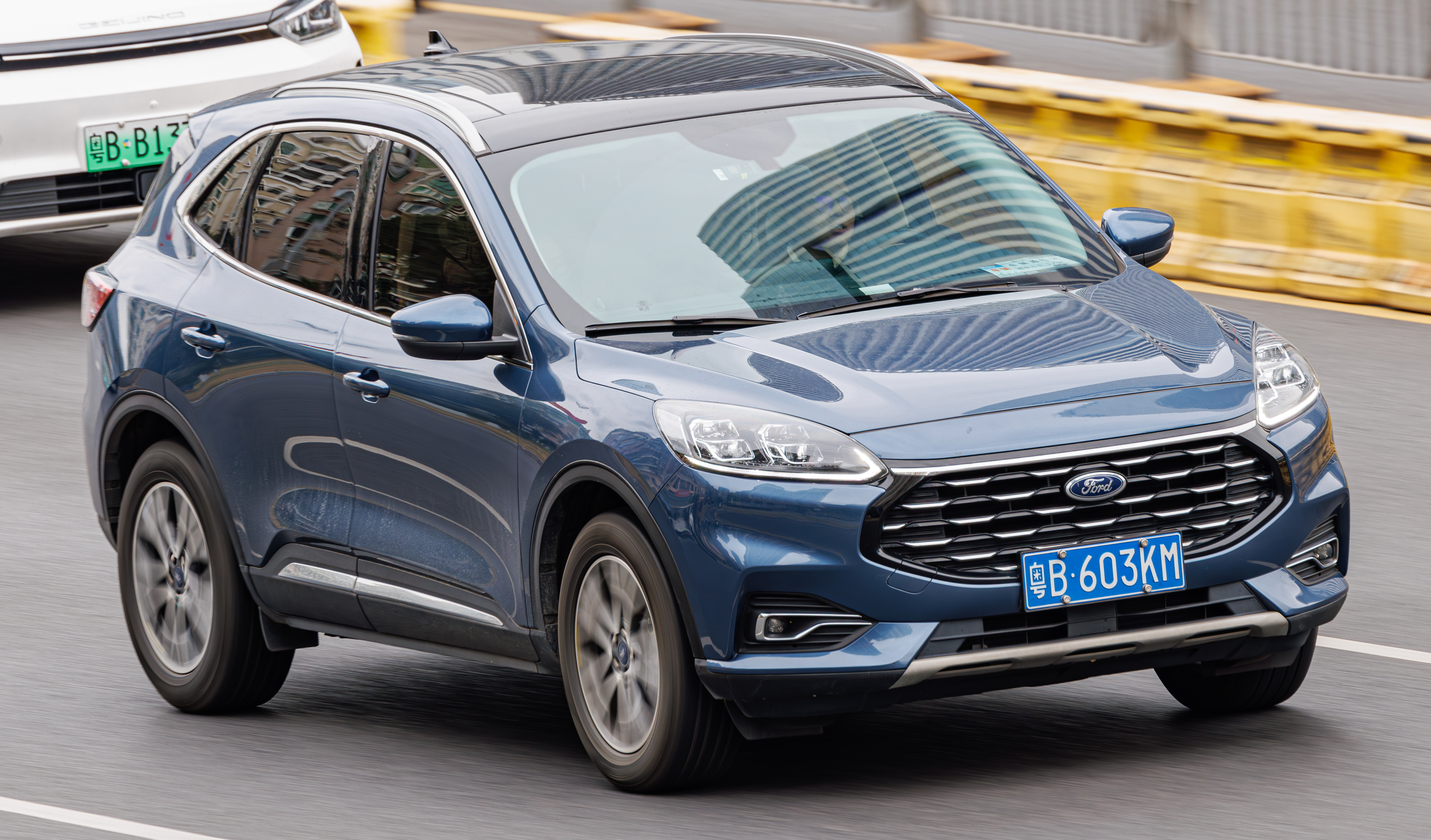
中国仕様
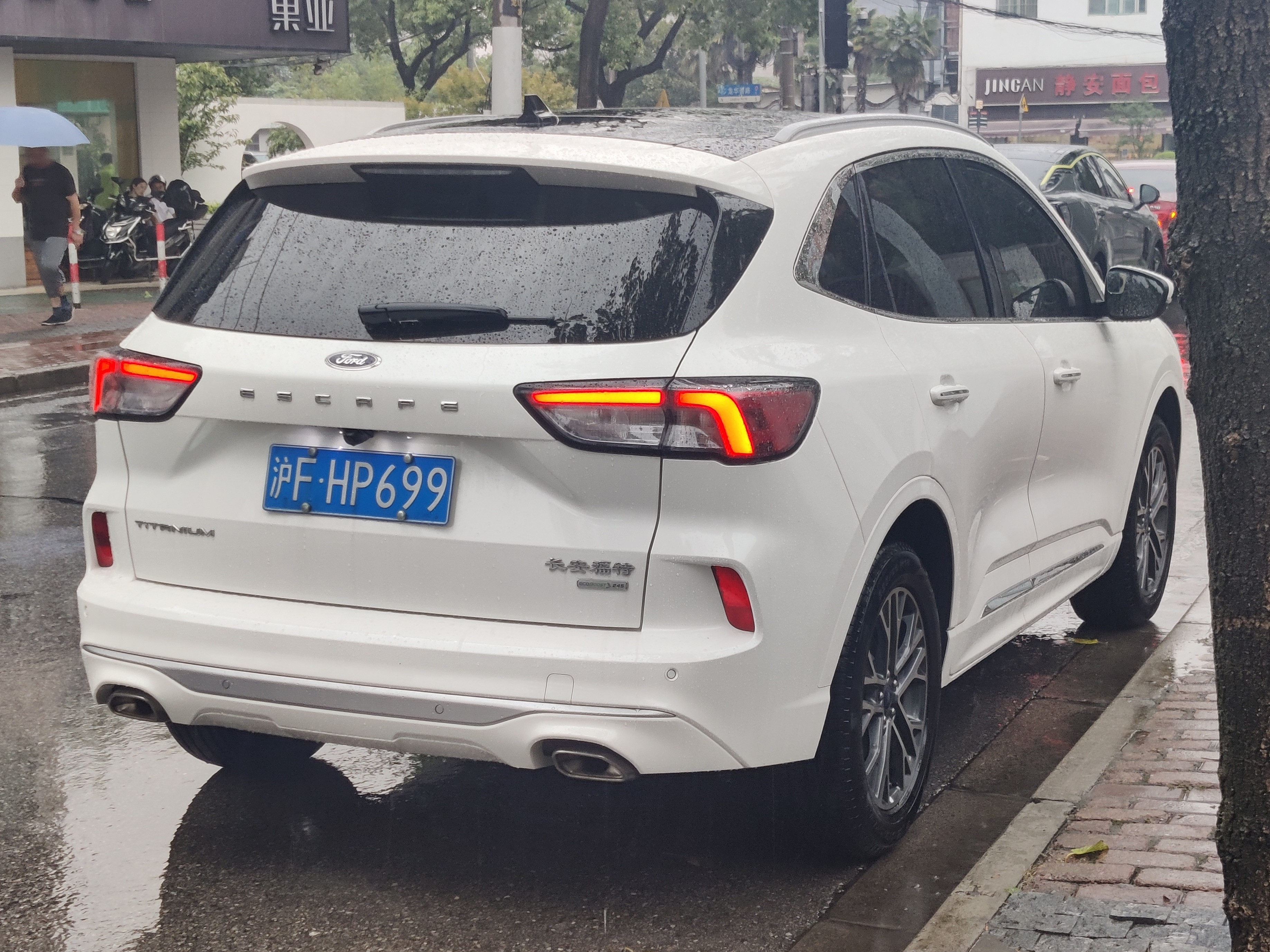
中国仕様

### フェイスリフト
2022年10月25日、米国で2023年モデルを発表。八角形の新しいフロントグリルや新設計のヘッドライトを採用したほか、スポーティーな「STライン」を追加した。

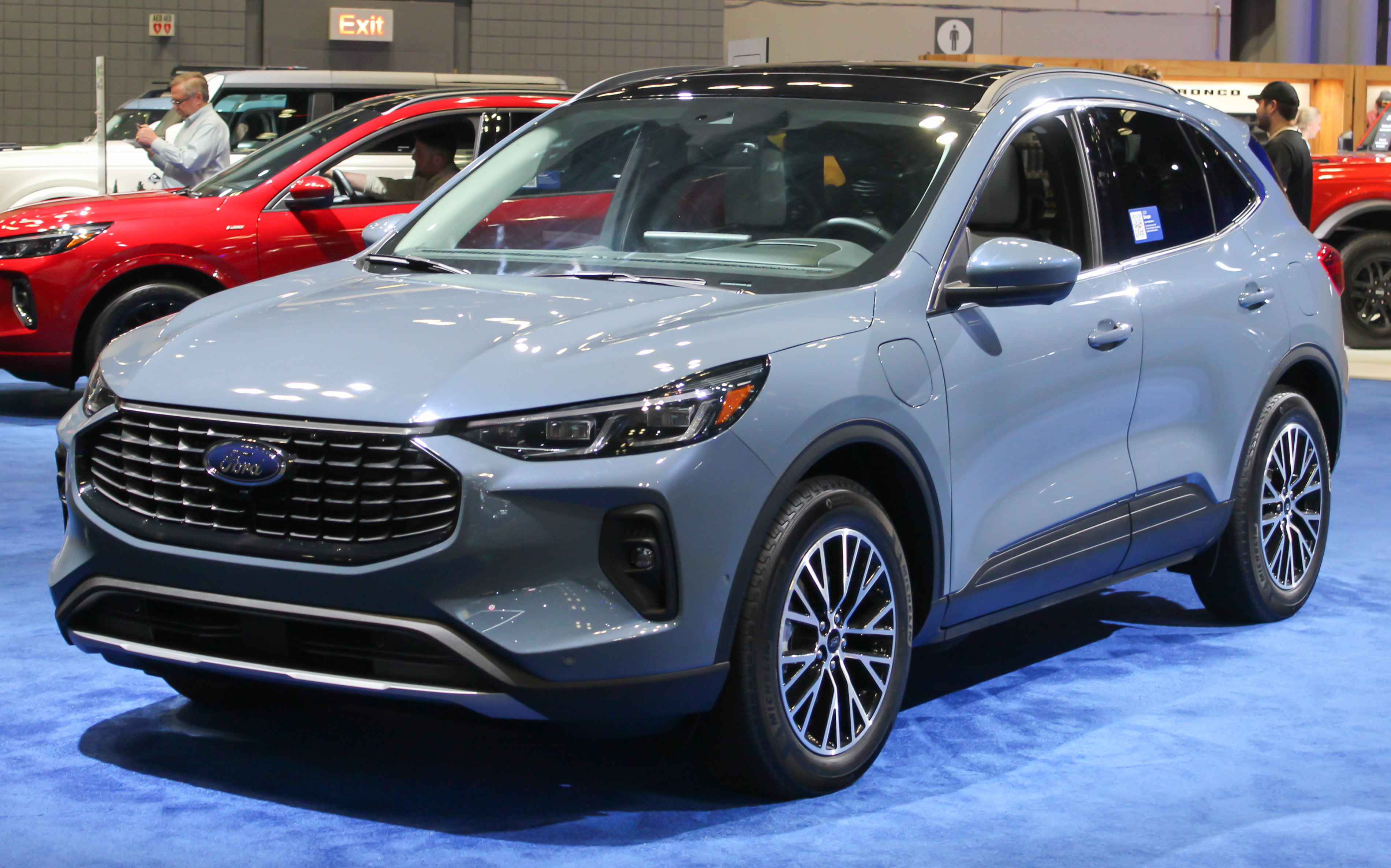
エスケープ プラグインハイブリッド（2023年モデル）
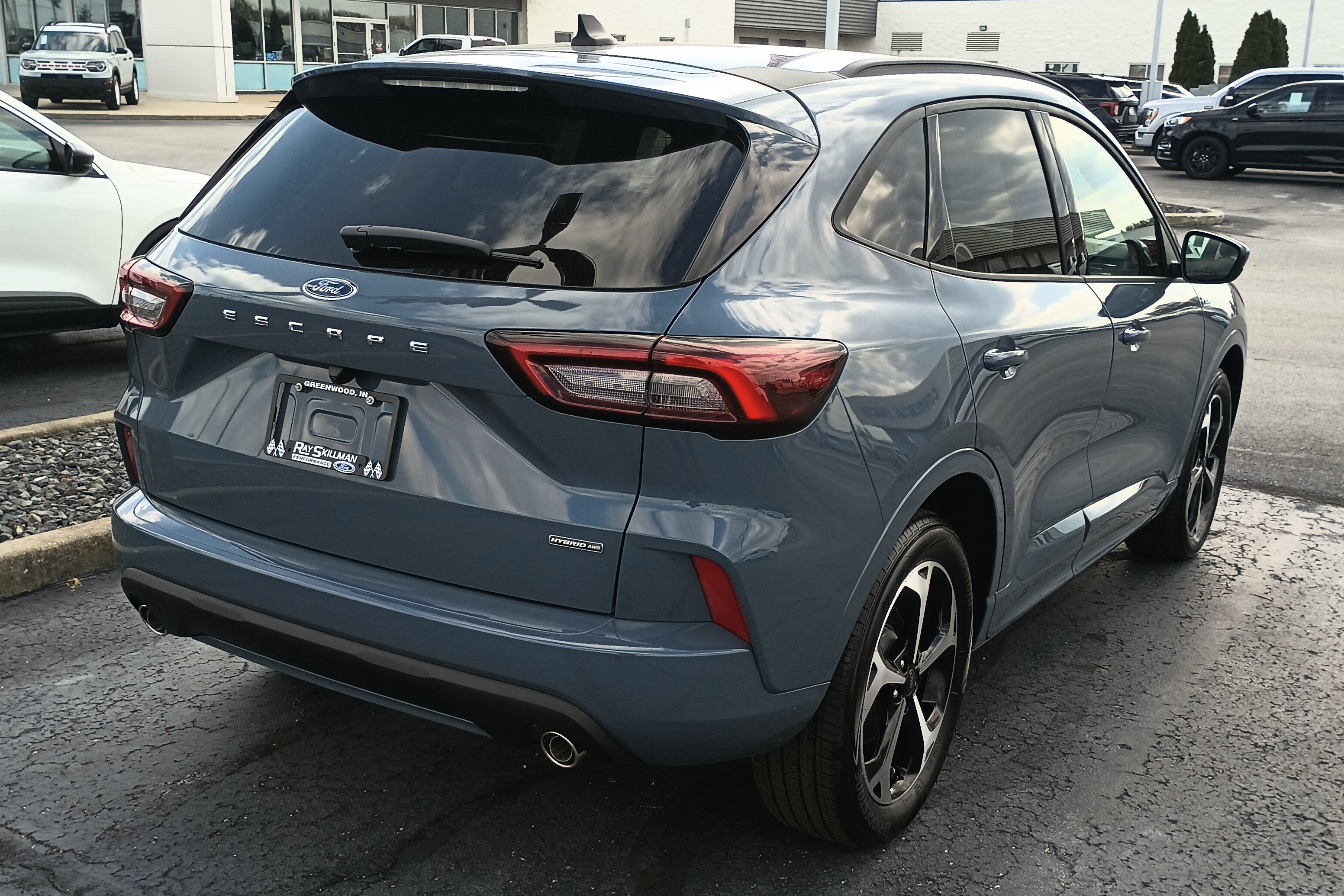
エスケープ ハイブリッド（2023年モデル）

## コンセプトカー
2005年の第39回東京モーターショーでは、エスケープをベースにFord Asia Pacificと福特六和汽車が開発した「フォード・イクエイター・コンセプト（Ford Equator Concept）」が、2007年の第40回東京モーターショーでは「フォード・エスケープ・アドベンチャー・コンセプト（Ford Escape Adventure Concept）」が、それぞれ出展されている。